# غرسنية براسية
غرسنية براسية (الاسم العلمي:Garcinia brassii) هي نوع من النباتات تتبع جنس الغرسنية من فصيلة الكلوزية.